# Tonto rompecabezas
Tonto rompecabezas es el tercer álbum de estudio de la banda argentina de blues rock Memphis la Blusera, publicado en 1988 por BMG Music Internacional. Reeditado en CD en 1996 por BMG ARIOLA Argentina S.A.

## Lista de canciones
| N.º   | Título                  | Escritor(es)      | Duración |  |
| 1.    | «El amor en movimiento» | Otero - Beiserman | 3:18     |  |
| 2.    | «Blues de Rosario»      | Otero - Beiserman | 4:17     |  |
| 3.    | «Decime ¿cuándo?»       | Otero - Beiserman | 4:28     |  |
| 4.    | «Sopa de letras»        | Otero - Beiserman | 3:44     |  |
| 5.    | «Lanzando la flecha»    | Otero - Beiserman | 3:09     |  |
| 6.    | «Cuentan las monedas»   | Otero - Beiserman | 2:24     |  |
| 7.    | «Tonto rompecabezas»    | Otero - Beiserman | 4:20     |  |
| 8.    | «Chau Catalana»         | Otero - Beiserman | 5:13     |  |
| 9.    | «El escruche»           | Otero - Beiserman | 3:46     |  |
| 33:19 |                         |                   |          |  |

## Integrantes
- Adrián Otero - voz principal y coros
- Daniel Beiserman - bajo, congas y coros
- Ruben Alfano - guitarra principal y coros
- Eddy vallejos - guitarra rítmica
- Emilio Villanueva - saxofón soprano
- Eduardo Anneta - batería y percusiones

miembros adicionales
- Andres Calamaro - sintetizadores y piano
- Chiche Graciano - sintetizador
- Jorge Ferreras - armónica